# Tobermoriet
Tobermoriet is een gehydrateerd calciumsilicaat met de chemische formules Ca5Si6O16(OH)2•4H2O en Ca5Si6(O,OH)18•5H2O. Het behoort tot de groep van inosilicaten.Tobermoriet heeft een aantal variëteiten, gebaseerd op de grootte van eenheidscel a: tobermoriet-9 Å, -10 Å, -11 Å, en -14 Å.

## Eigenschappen
Het witte tot bruine tobermoriet heeft doorgaans een glasglans. Deze is eerder een zijdeglans wanneer tobermoriet een fibreuze habitus heeft. De streepkleur van tobermoriet is veelal wit, maar kan ook roze-wite of rood-witte zijn. Het is een roze-wit, wit tot bruin gehydrateerd mineraal.
Het kristalstelsel is orthorombisch en de splijting is perfect volgens kristalvlak [001], maar imperfect volgens kristalvlak [100]. De gemiddelde dichtheid ligt tussen 2,423 en 2,458 en de hardheid is 2,5.
Tobermoriet is maar op een beperkt aantal locaties te vinden, maar lijkt toch een sleutelrol gespeeld te hebben in het beton dat door de Romeinen gebruikt werd voor hun onderwaterconstructies. Tobermoriet zou de levensduur van die onderwaterconstructies positief beïnvloeden.

## Naam
Tobermoriet dankt zijn naam aan de typelocatie van het mineraal: het plaatsje Tobermory op het Schotse Isle of Mull.

## Voorkomen
Tobermoriet ontstaat tijdens de metasomatische omzetting van kalksteen naar skarn. Het mineraal komt wereldwijd maar op een klein aantal plaatsen voor, waaronder de Schotse eilanden Mull en Skye, maar ook in Californië, het Duitse Beieren en de Zuid-Afrikaanse Kaapprovincie.